# Tranvia di Reggio Calabria
La tranvia di Reggio Calabria, entrata in servizio nel 1918, fu la sola realizzazione di un piano ben più ambizioso di dotare la città di Reggio Calabria di una propria rete tranviaria. Penalizzata dalla crisi economica e da un atteggiamento non favorevole da parte del Comune durante gli anni trenta, venne infine soppressa nel 1937.

## Storia

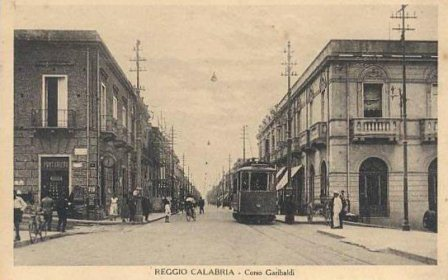
Corso Garibaldi

La prima discussione ufficiale presso il consiglio comunale cittadino a proposito dell'istituzione di un servizio tranviario avvenne il 18 agosto 1909 in conseguenza della presentazione della relativa proposta da parte del consigliere Pasquale Andiloro. Considerato il difficile periodo di ricostruzione dal terremoto dell'anno prima tale proposta fu però accantonata.
Un nuovo comitato promotore, presieduto dall'ing. Rodolfo Zehender, si riunì la prima volta il 20 novembre 1911, deliberando l'istituzione della Società Anonima Tramvie di Reggio Calabria (SATRC), costituita il 13 gennaio 1912 con un capitale di oltre 600.000 Lire, pari all'incirca alla spesa necessaria per la costruzione dell'opera. La stessa presentò immediatamente istanza di concessione al comune di Reggio Calabria e alla Provincia, che venne ottenuta nonostante la contestuale presentazione di altri due progetti analoghi giudicati peraltro non soddisfacenti.
Il difficile periodo storico, che vedeva la partecipazione dell'Italia alla prima guerra mondiale, unitamente ai ritardi nella consegna delle strade da parte del Comune, impose un rallentamento ai lavori e alle autorizzazioni necessarie, a causa del quale il servizio poté essere avviato ufficialmente solo il 10 marzo 1918: alcune corse percorrevano tutta la linea, mentre altre erano limitate al tratto cittadino tra Annunziata e il ponte sul Calopinace. L'orario del servizio era previsto dalle 6 alle 22 con prezzo della corsa intera pari a 15 centesimi. Il numero di passeggeri trasportati in tale anno raggiunse la cifra di quasi 1.800.000 persone.
Nonostante i buoni risultati in termini di frequentazione, il risultato economico fu fin dall'inizio penalizzato da una pesante imposta di bollo imposta dallo Stato e dalla generale situazione di crisi economica, nonché dalla modesta lunghezza di tracciato rispetto ai piani originari. Tale situazione impose nel 1921 addirittura una pur breve sospensione del servizio.
Con regio decreto n. 2789 del 4 dicembre 1927 venne formalmente approvata la convenzione con la SATRC per la costruzione e l'esercizio di una tramvia elettrica nella città di Reggio Calabria, che consentì alla SATRC di accedere ad almeno una parte dei contributi governativi previsti.
Nel corso degli anni la SATRC non produsse dividendi per i soci, nonostante le economie di gestione e l'appalto per la pubblicità sulle vetture. Le difficoltà economiche e la concorrenza del servizio di autobus municipali istituito nell'ambito della costituzione della cosiddetta "Grande Reggio" costrinsero la SATRC prima ad abolire i rimorchi, poi a ridimensionare il servizio e infine, il 31 agosto 1937, a decretarne la fine dopo risoluzione anticipata della convenzione con il Comune e con la Provincia.

## Caratteristiche

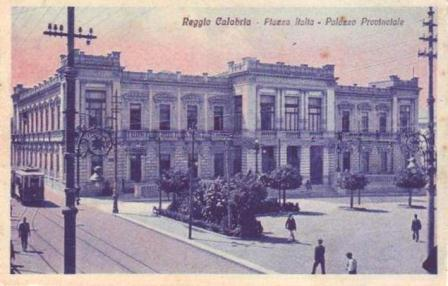
Tram in piazza Italia

Il progetto originario prevedeva la realizzazione di una rete basata su una linea principale Archi-Sbarre che dal fiume Torbido avrebbe sfruttato la strada provinciale e successivamente quella comunale, e di tre diramazioni per il porto (da Santa Lucia per viale Genoese Zerbi), per il Castello (da Santa Lucia per via Aschenez) e per la Rotonda-Belvedere, distaccandosi all'altezza di via Aschenez.
Nonostante fosse in origine previsto un ulteriore prolungamento da Sbarre verso Pellaro e da Archi fino a Villa San Giovanni, vide però la luce solo il tronco principale e limitatamente al tratto compreso tra il Ponte Annunziata e il convento dei Padri Riformati, in fondo al quartiere Sbarre, per un totale di 5,3 chilometri.
L'armamento aveva lo scartamento di un metro ed era realizzato con rotaie Phoenix sul Corso Garibaldi, a quell'epoca in corso di lastricatura, e rotaie Vignoles per le altre vie. La linea era tutta a binario unico, con punti di incrocio posti soprattutto lungo il Corso: dal ponte Annunziata percorreva via Romana (poi via De Nava), corso Garibaldi, ponte Calopinace, via Macello e via Sbarre.
L'alimentazione, a filo aereo, avveniva alla tensione di 850 V in corrente continua e l'energia elettrica era fornita a prezzo di favore dalla Società Anonime Riunite di Elettricità, i cui soci erano quasi tutti azionisti anche della società tranviaria. La sottostazione era inoltre dotata di una batteria ad accumulatori per sopperire ad eventuali interruzioni della fornitura elettrica. Tali impianti erano ubicati presso il deposito-officina sociale, costruito presso il rione Americano della Palmara lungo Via De Nava, tra le vie Romana, Miceli, Columbia e Mattia Preti, ed era dotato di 6 binari in grado di ospitare fino a 3 veicoli ciascuno.

## Materiale rotabile
Il parco veicoli era costituito in origine da 6 elettromotrici bidirezionali, dotate di presa di corrente ad asta e rotella, costruite da Carminati & Toselli con numeri di servizio da 1-6 (la cui parte elettrica, fornita dalla CGE, era costituita da due motori da 33 kW di potenza continuativa) capaci di 18 posti a sedere, nonché due rimorchi numerati 20-21 dello stesso costruttore, ad assi radiali. Tutto il materiale rotabile era verniciato in una colorazione rosso-grigia.
Successivamente fu acquistato altro materiale: nel 1919 quattro rimorchiate, numerate 22-25, e una settima elettromotrice, la numero 7, nel 1920, tutti realizzati dalle Officine Meccaniche di Roma, già Officine Tabanelli. Un'altra elettromotrice fu ricavata dalla trasformazione di un rimorchio nelle officine sociali. Tutti i mezzi furono demoliti dopo la chiusura della linea direttamente nella rimessa aziendale.

### Materiale motore - prospetto di sintesi
| Unità          | Tipo  | Anno di acquisizione | Costruttore                 |
| -------------- | ----- | -------------------- | --------------------------- |
| Elettromotrici | 1÷6   | 1915                 | Carminati & Toselli         |
| Elettromotrice | 7     | 1920                 | Officine Meccaniche di Roma |
| Rimorchiate    | 20÷21 | 1915                 | Carminati & Toselli         |
| Rimorchiate    | 22÷25 | 1919                 | Officine Meccaniche di Roma |